# Kaurava

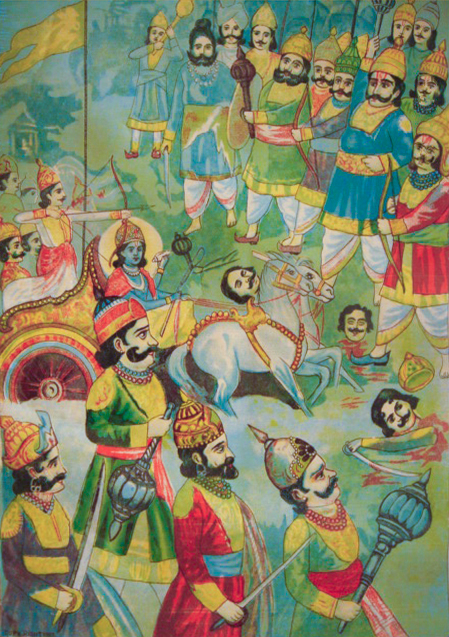
Schlacht zwischen Kauravas und Pandavas

Kaurava (Sanskrit कौरव Kaurava) ist die Bezeichnung eines Nachkommen Kurus, jenes legendären Hindu-Königs, der als Vorfahre vieler Protagonisten des Mahabharata genannt wird.

## Bedeutungen
Im Mahabharata selbst besitzt der Begriff Kaurava zwei verschiedene Bedeutungen:
- Im weiteren Sinne bezeichnet er sämtliche Nachkommen Kurus, die Kauravas; dies beinhaltet die Pandava-Brüder, und diese Bedeutung wird vor allem in früheren Teilen beliebter Versionen des Mahabharata verwendet.
- Im engeren und allgemein weiter verbreiteten Sinne bezeichnet Kaurava jedoch die Nachkommen des Erstgeborenen von König Kuru. Dies beschränkt die Bedeutung auf die Kinder von König Dhritarashtra, da seine Erblinie zu Kuru die älteste ist. Auch schließt diese Interpretation die Kinder des jüngeren Bruders Pandu aus, da dessen Nachkommenschaft einen eigenen Namen – Pandavas – trägt.

Die Kinder von König Dhritarashtra mit seiner Frau Gandhari werden manchmal Dhartarastra anstatt Kaurava genannt. Die Sturheit des ältesten von Dhritarashtras Söhnen, Duryodhana, wird zur Ursache des Konfliktes zwischen Kauravas und Pandavas, welcher in der Schlacht zu Kurukshetra gipfelt, die wiederum den Hauptgegenstand des Mahabharata und der Bhagavadgita darstellen.